# Pithecops nihana
Pithecops nihana är en fjärilsart som beskrevs av Moore 1878. Pithecops nihana ingår i släktet Pithecops och familjen juvelvingar. Inga underarter finns listade i Catalogue of Life.